# Lecian Slovinski
Lecian Slovinski (Cocal do Sul, 31 de dezembro de 1919 - Florianópolis, 25 de novembro de 2015) foi advogado e político brasileiro e conselheiro do Tribunal de Contas do Estado de Santa Catarina.
Filho de José Slovinski e de Inês Slovinski, naturais de Cracóvia, na Polônia.
Bacharel em direito pela Faculdade de Direito de Santa Catarina (1947).
Foi deputado à Assembleia Legislativa de Santa Catarina na 2ª legislatura (1951 — 1955), na 3ª legislatura (1955 — 1959), na 4ª legislatura (1959 — 1963), na 5ª legislatura (1963 — 1967), e na 6ª legislatura (1967 — 1971).
Foi presidente da Assembleia em 1966, 1967 e 1968.